# 大連駅
大連駅（だいれんえき、簡体字中国語: 大连站、繁体字: 大連站、拼音: Dàlián Zhàn）は、中華人民共和国遼寧省大連市中山区にある、中国国家鉄路集団(CR)の鉄道駅。
本項では、近接する大連地下鉄の友好広場駅(ゆうこうひろばえき)、大連駅（だいれんえき）、大連公交客運集団（路面電車）の大連火車站駅（だいれんかしゃえき）についても記述する。

## 概要
瀋陽鉄路局の大連鉄路支局が管轄する一等駅。瀋大線が乗り入れている旅客列車の始発駅。
毎日、約80本の旅客列車が発着する。また、大連地下鉄2号線(友好広場駅)、3号線、5号線(大連火車站駅)や大連市電201系統、トロリーバス101系統も当駅に接続している。

### 利用可能な鉄道路線
中国国家鉄路集団
瀋大線
哈大旅客専用線
丹大都市間鉄道
大連地下鉄
■大連地下鉄2号線(友好広場駅)
大連駅南口から徒歩5分程度
■大連地下鉄3号線(大連駅)
■大連地下鉄5号線(大連駅)
大連公交客運集団
大連市電201系統(大連火車站駅)

## 歴史

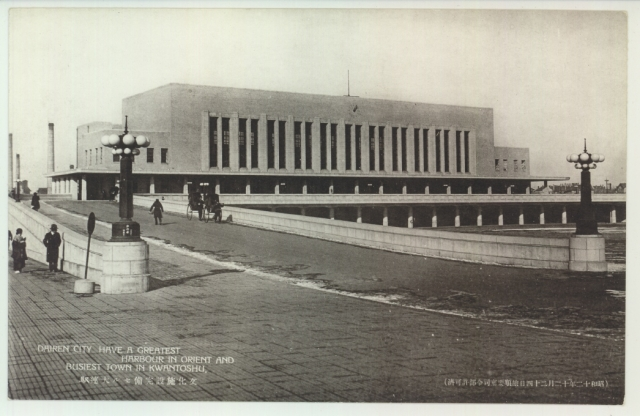
1937年当時の大連駅

- 1903年1月 - ロシア東清鉄道のダルニー駅として開業。現在よりやや東に位置していた。
- 1905年9月 - ポーツマス条約により東清鉄道の南区間は日本に譲渡された。南満州鉄道が発足し経営を引き継いだ。
- 1937年 - 現駅舎完成。設計は南満州鉄道地方部工事科の太田宗太郎ほか。 [1]
- 2003年8月 - 旧市街側に改札口を再設置。
- 2004年9月 - 大連地下鉄3号線大連駅開業。
- 2010年 - CRH車両乗り入れに対応するためのプラットホームの高床化改装工事を実施。工事期間中は当駅発着の一部列車が周水子駅や金州駅発着に変更されている。
- 2011年1月11日 - 上記のプラットホーム改装工事終了。
- 2015年5月 - 大連地下鉄2号線友好広場駅開業。
- 2023年3月17日 - 大連地下鉄5号線大連駅開業。

## 駅構造

### 中国国家鉄路集団
現駅舎は日本統治時代の建物で、東京の上野駅がモデルになっていると言われる。南側には広大な勝利広場があり、2階が出発、1階が到着と空港のようなつくりになっている。北口も作られ、そこは凱旋広場と呼ばれ、開発区へ行く大連地下鉄3号線の出発駅もある。
島式ホーム3面と相対式ホーム2面を有しており、9本の線路（旅客・貨物共有）がある。
| プラットホーム |

### 大連地下鉄
CR大連駅南口から地下街を通じて200メートルほどの位置に大連地下鉄2号線の友好広場駅がある。
北口広場（凱旋広場）に面して、CR大連駅から100メートル位離れて、地下鉄3号線の駅の駅舎がある。地下鉄5号線も地下鉄3号線の駅舎からアクセスできる。
地下鉄3号線は2面の相対式ホームが1面2線の島式ホームを挟みこむ、スペイン式ホーム3面2線の高架駅である。（1,3面は降車専用ホーム）
地下鉄5号線は1面2線の島式ホームで、地下にある。
| 大連快軌3号線のプラットホーム |

### 大連公交客運集団
大連駅南口広場の長江路上にある、相対式ホーム2面2線の地上駅。

## 駅周辺
- 天津街
- 勝利広場
- 青泥窪橋
- 労働公園
- 大連中心・裕景

## 隣の駅
中国国家鉄路集団
瀋大線
沙河口駅 - （貨）大連西駅 - 大連駅 - （貨）大連東駅
哈大旅客専用線
大連北駅 - 大連駅
丹大都市間鉄道
大連駅 - 大連北駅
大連地下鉄
■2号線
青泥窪橋駅 - 友好広場駅 - 中山広場駅
■3号線
大連駅 - 香炉礁駅
■5号線
青泥窪橋駅 - 大連駅 - 梭魚湾南駅
大連公交客運集団
■大連市電201路線
東関街駅 - 大連火車站駅 - 勝利橋駅